# Sinérgida
En Botánica, la sinérgida es cada una de las dos células con núcleo en el extremo del saco embrionario de las angiospermas. Ambas sinérgidas conforman el aparato filar o aparato filiforme y cooperan con la oósfera durante la fecundación: el tubo polínico hace contacto con el saco embrionario en el aparato filar de la sinérgida, lo atraviesa, y luego se forma un poro en el extremo del tubo para que pueda descargar su contenido en el citoplasma de la sinérgida. De ese modo, uno de los núcleos generativos del grano de polen puede fusionarse con la óosfera.